# Oued Mazafran
L'Oued Mazafran est une rivière qui prend naissance aux croisements de l' Oued Beni Azza  et l'Oued Chiffa et l'Oued Djer, qui se jette dans la Méditerranée séparant la Wilaya de Tipaza et celle d'Alger.